# Paulding
Paulding is een plaats (village) in de Amerikaanse staat Ohio, en valt bestuurlijk gezien onder Paulding County.

## Demografie
Bij de volkstelling in 2000 werd het aantal inwoners vastgesteld op 3595.
In 2006 is het aantal inwoners door het United States Census Bureau geschat op 3413, een daling van 182 (-5,1%).

## Geografie
Volgens het United States Census Bureau beslaat de plaats een oppervlakte van
6,2 km², waarvan 5,9 km² land en 0,3 km² water. Paulding ligt op ongeveer 218 m boven zeeniveau.

## Plaatsen in de nabije omgeving
De onderstaande figuur toont nabijgelegen plaatsen in een straal van 16 km rond Paulding.